# Ланьчжоу (станція)

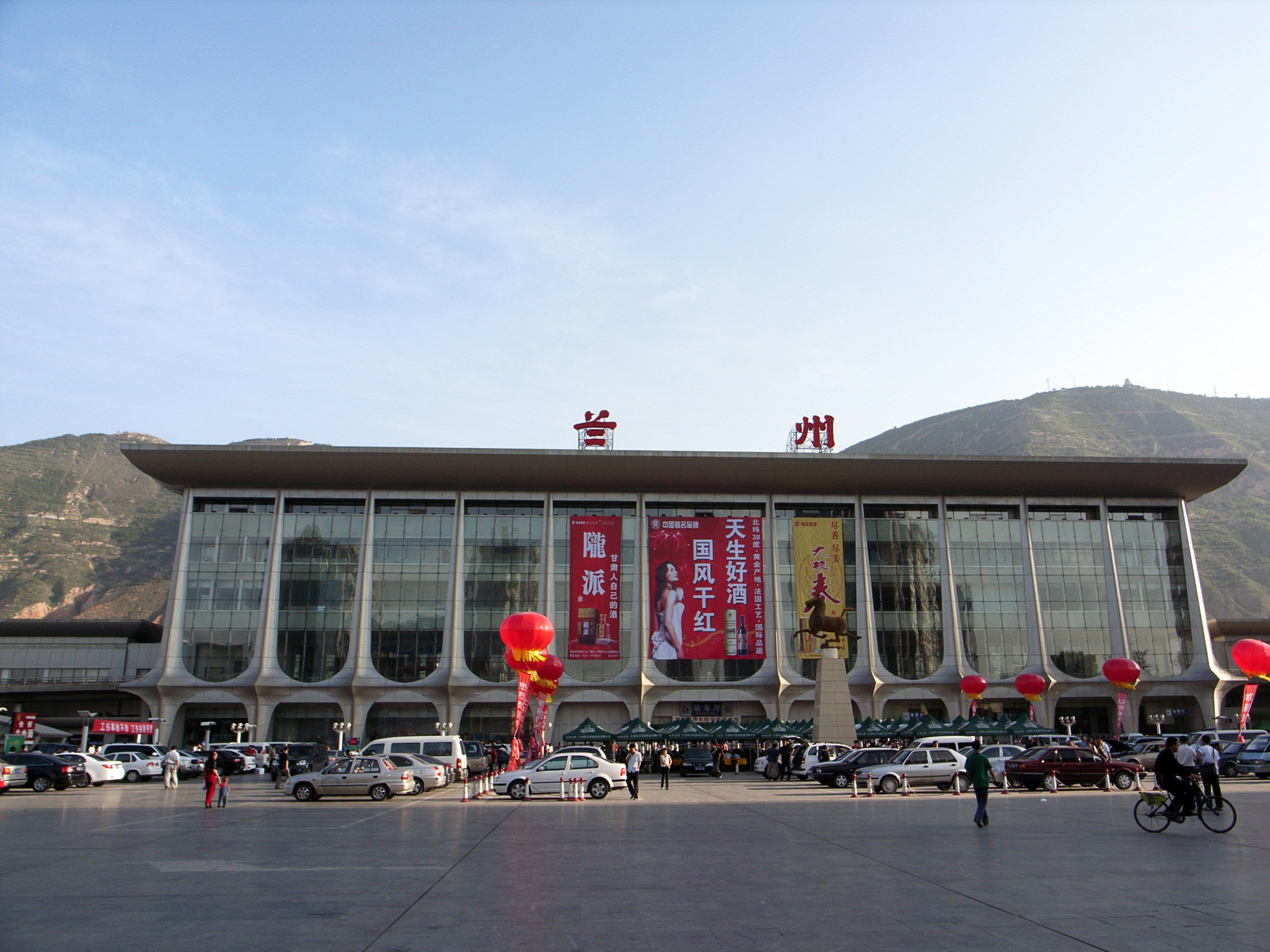
Вокзал станції

36°02′03″ пн. ш. 103°51′00″ сх. д. / 36.03416667° пн. ш. 103.85° сх. д.
Ланьчжоу (кит. 兰州站, пін. Lanzhouzhan) — вузлова залізнична станція в КНР. Вузол Лунхайської, Баоланьської, Ланьсіньської і Ланьцінської залізниць. Розташована в місті Ланьчжоу.
| Китай | Це незавершена стаття з географії КНР. Ви можете допомогти проєкту, виправивши або дописавши її. |